# レモンバーム
レモンバーム（英語：Lemon balm、メリッサ、学名：Melissa officinalis）は、シソ科の多年生のハーブ。南ヨーロッパ原産。和名はコウスイハッカ（香水薄荷）、セイヨウヤマハッカ（西洋山薄荷）、コウスイヤマハッカ（香水山薄荷）、メリッサソウ。食べ物や飲料の香り付けや、ハーブとして医療に利用されてきた。

## 特徴

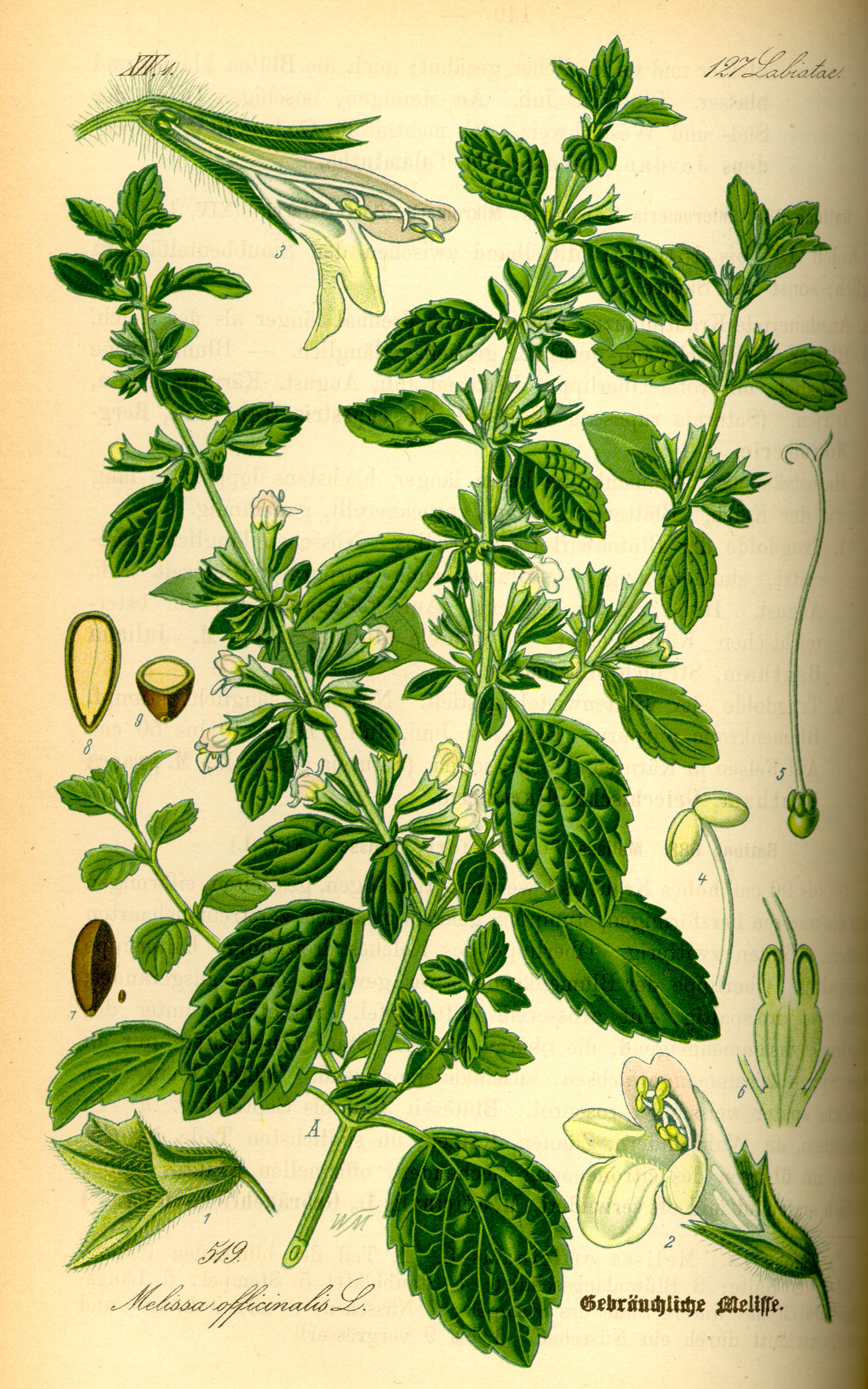
Melissa officinalis, の挿絵、Flora von Deutschland Österreich und der Schweiz, Gera 1885より

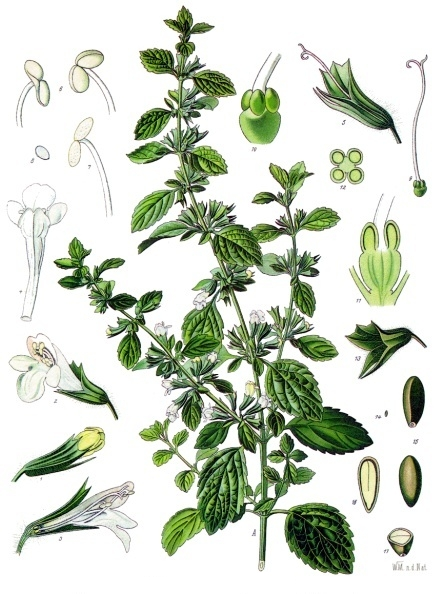
「Melissa officinalis」の挿絵　ケーラーの『薬用植物』より

葉の形はミントにも似ており、シトラールなどの製油成分を含み、レモンを思わせる香りを持つ。夏の終わりに、1センチメートルに満たない4 - 12輪の、蜜を持った淡い黄色やピンク、白色の花をつける。繁殖力が非常に強く、かつては人間より長生きすると考えられていた。
冬は雪の下でも枯れずに越冬することができる。

## 栽培方法
建物の間や年中太陽の当たらない湿った場所を浅く耕しておき、種を撒いた後に水をかける。種まきの適期は、3 - 5月か9 - 10月頃で、発芽適温はおよそ20℃。発芽までは10 - 14日ほどかかる。荒地でもよく育つので、手が掛からない。また、毎年種を周囲に零すので一度撒いたら毎年どんどん増える。

## 歴史
古代ギリシアではレモンバームを蜜源植物として珍重していた。ギリシア語でメリッサ（Melissa、メリッタとも呼ばれる）は蜜蜂を意味し、メリッサという名はこれに由来する。ギリシア神話ではメリッセウス（蜜蜂男）の娘（メリッサ）が、蜂蜜を与えてゼウスを育てた。その後アラブ人によって、強胃、強心、強壮作用のもった薬草であることを伝えられた。ペダニウス・ディオスコリデスの「薬物誌」にサソリや毒グモの解毒剤として有効などと書かれている。

## 利用

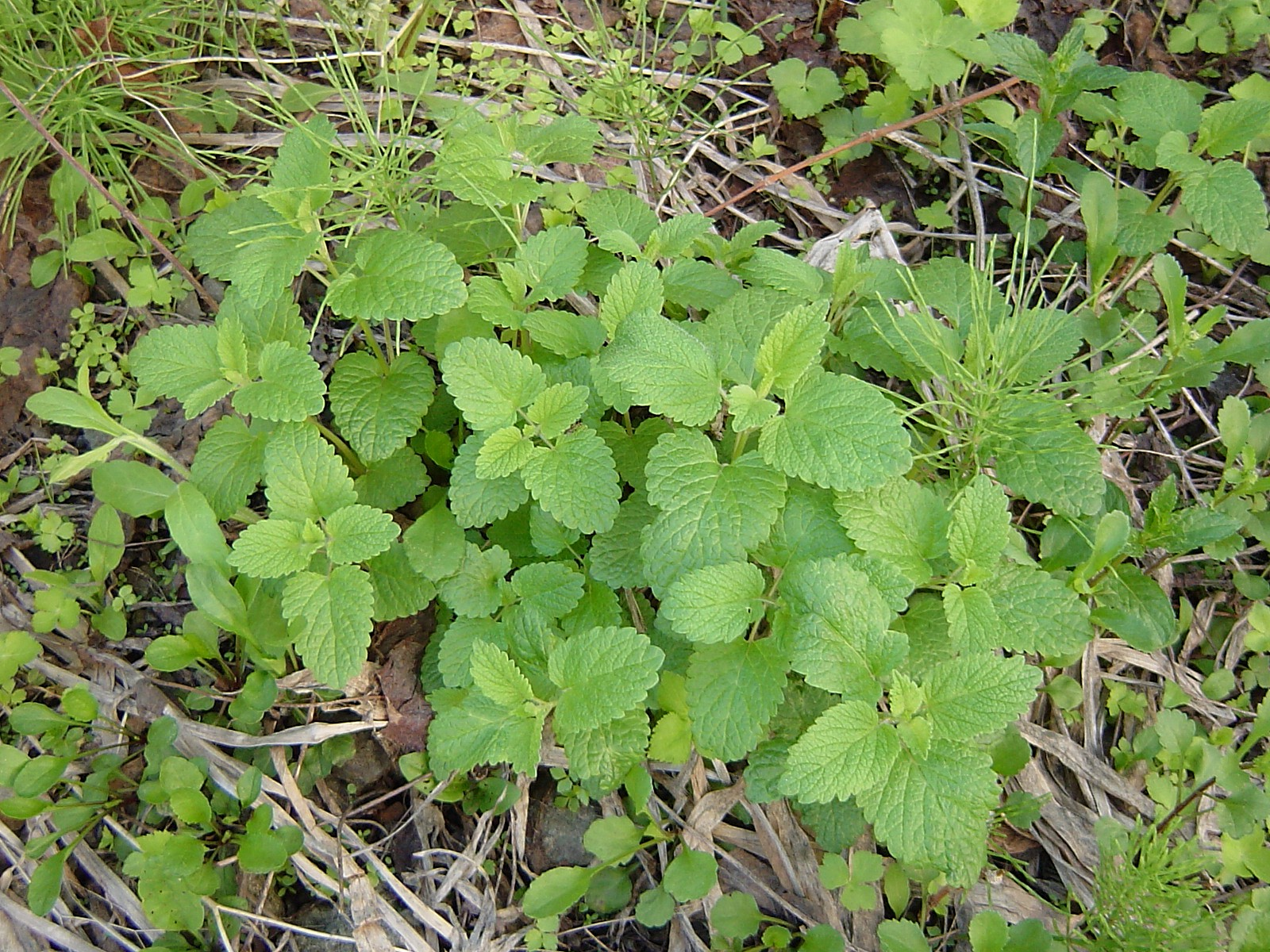
1年目のレモンバーム（右上の写真は2年目以降）

ハーブとして葉が利用される。主な旬は4 - 11月とされ、しおれていない新鮮なものは香りが強い。香りのもととなっている精油成分は、シトラール、シトロネラール、オイゲノールアセテートなどで、不眠症の改善や抗うつ効果が期待されている。

### カルメル水
1379年、スイスのドゥヴリエのカルメル修道会の修道女により作られた。レモンバームとアンジェリカ（セイヨウトウキ）をさまざまな香辛料と一緒に混ぜ、アルコールに浸して抽出したもの。万能薬、不老長寿の薬として1611年に商品化され、現在も作られ続けている。

### 料理
成長が盛んな頃に葉を摘み採り、乾燥させたものがハーブティーやポプリなどに用いられる。生葉もその都度摘み採り、ハーブティーにして香りをストレートに楽しむ使い方や、サラダ、魚介料理、鳥肉料理のソースに刻んで加えたり、アイスクリームなどの菓子に添えたりする。ミネラルウォーターなどの飲料水の風味付けにも使われる。
マヨネーズやホワイトソースに生葉を刻んで加えて作ったソースは、魚や鶏肉料理の生臭みをカバーする効果がある。ハーブティーにするときは、さらに風味をよくするためにミントやレモングラスを一緒に混ぜて使われることもある。

### 薬効
ハーブは古くから治療に用いられ、ハート形の葉の形から、心臓および感情に関連付けて利用された（伝統的に、植物の形から効能が推察されることがあった）。記憶力を高める効果があると伝えられ、サプリメントで気分と記憶力が改善することがわかっている。昔からハーブティーとしても広く飲まれ、発汗作用があり、慢性の気管支炎や熱、頭痛、風邪の初期症状に効くと言われた。また、老衰の予防にも優れているという逸話も残っている。入浴剤としても使用され、肌をなめらかにする効果やリラックス効果もあるとされている 。鎮静効果、鎮痛効果があるとされ、ドイツで神経性不眠症および消化器系に対し有効性が認められている。

### 精油
水蒸気蒸留により花と葉から抽出される。原料の花や葉は安価だが（繁殖力が旺盛で育ちやすいため）、採油率が極端に低いので精油は非常に高価である。
このため製品としての精油にはレモングラス、レモンバーベナ、レモンなどの精油がブレンドされることがある。純正の精油は「メリッサ・トゥルー（真正メリッサ）」、他の精油をブレンドした製品は「メリッサ・ブレンド」と区別される。ただし後者が前者と偽って販売される例も少なくない。また合成品も多く市場に出回っており、イギリスでは当局による規定もない。
このような製品が市場に出回ることで、アロマテラピーの利用には潜在的な危険が生じる。また精油の効能の研究はほぼ手つかずであり科学的に証明された例はほとんどないにもかかわらず、アロマテラピーでは精油には抗うつ、鎮静、血圧降下、抗菌、抗ウイルス作用があり、子宮を強壮する作用も持つとされている。

## 画像

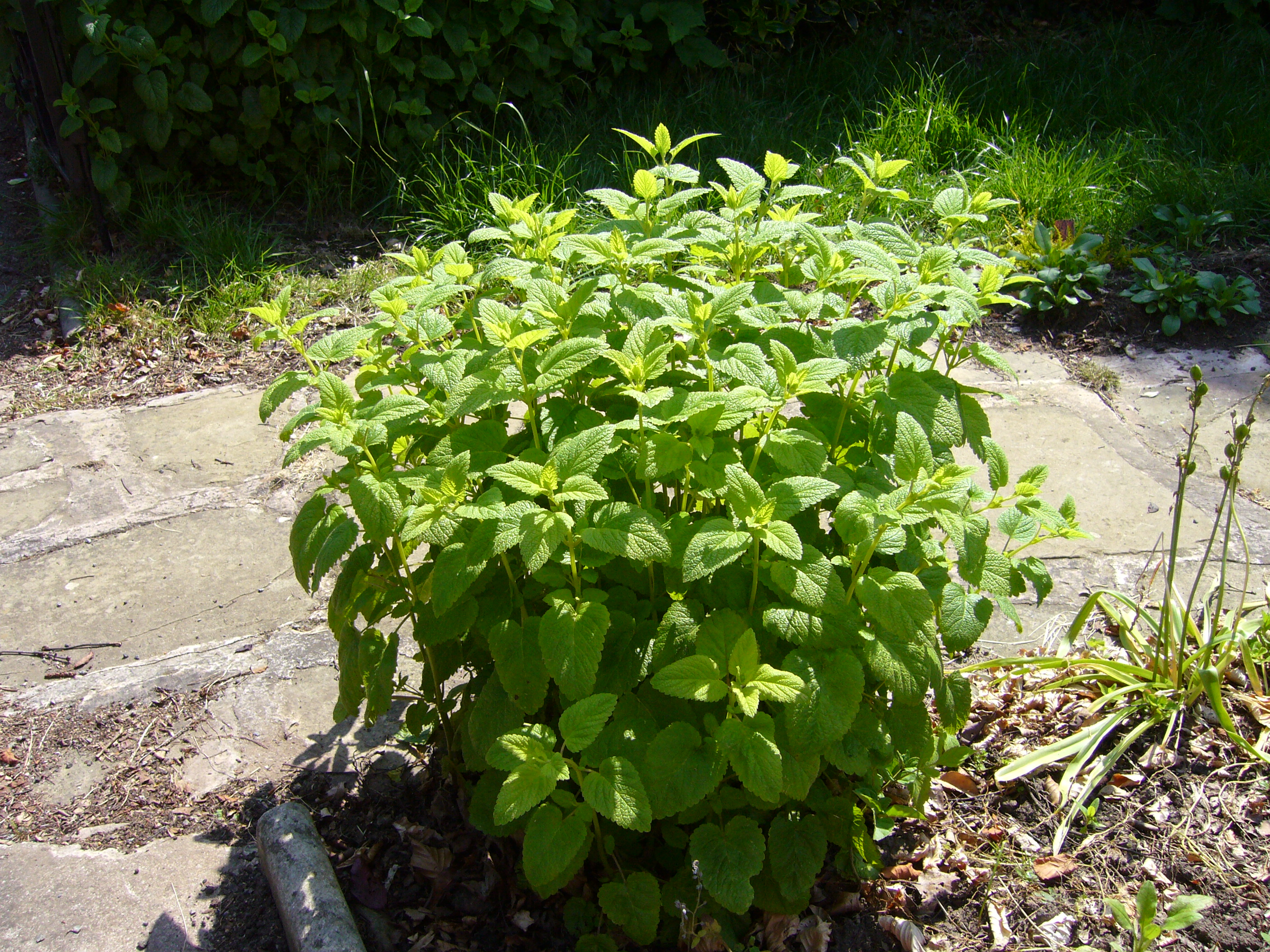
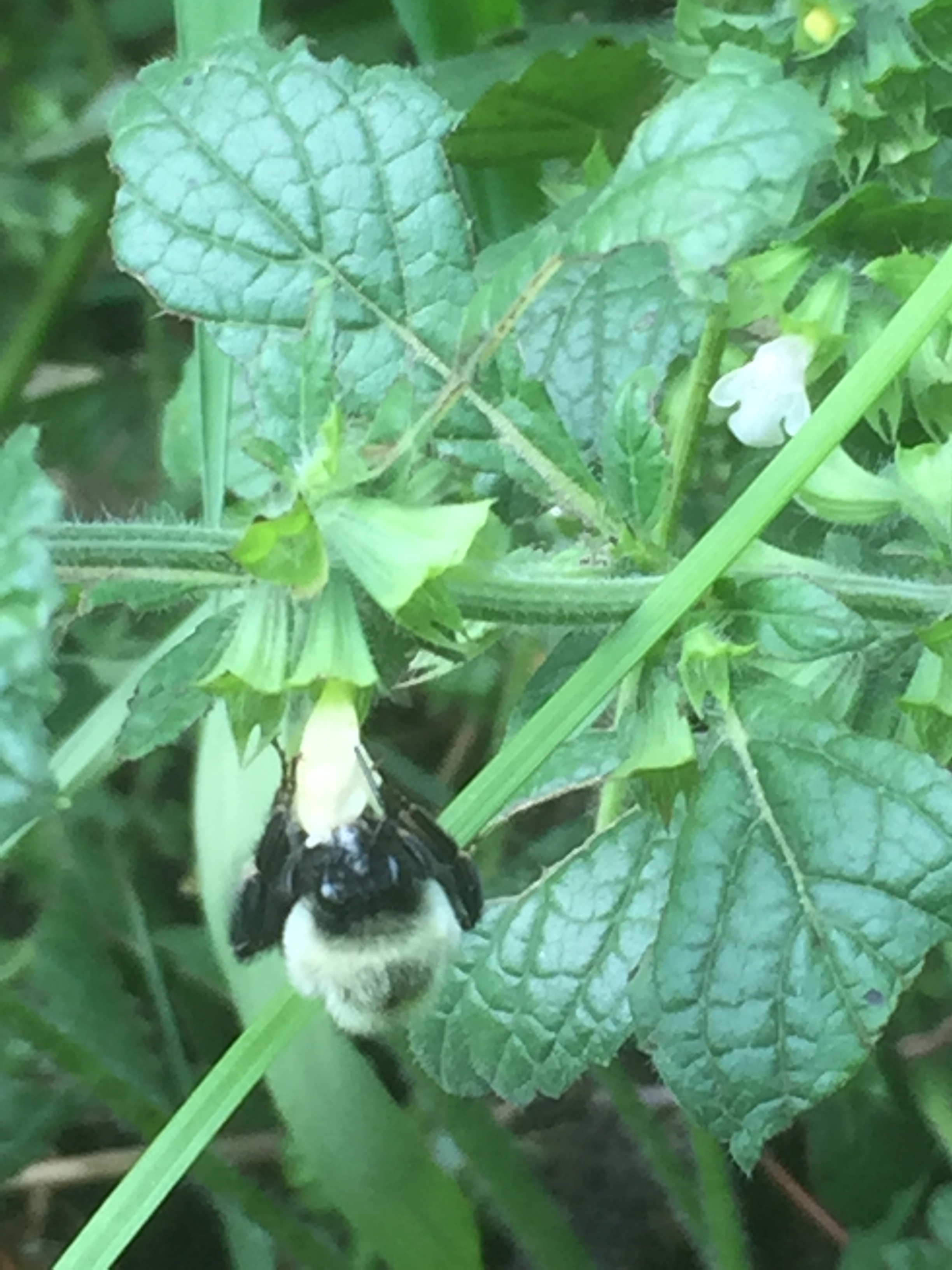
花にとまるマルハナバチ
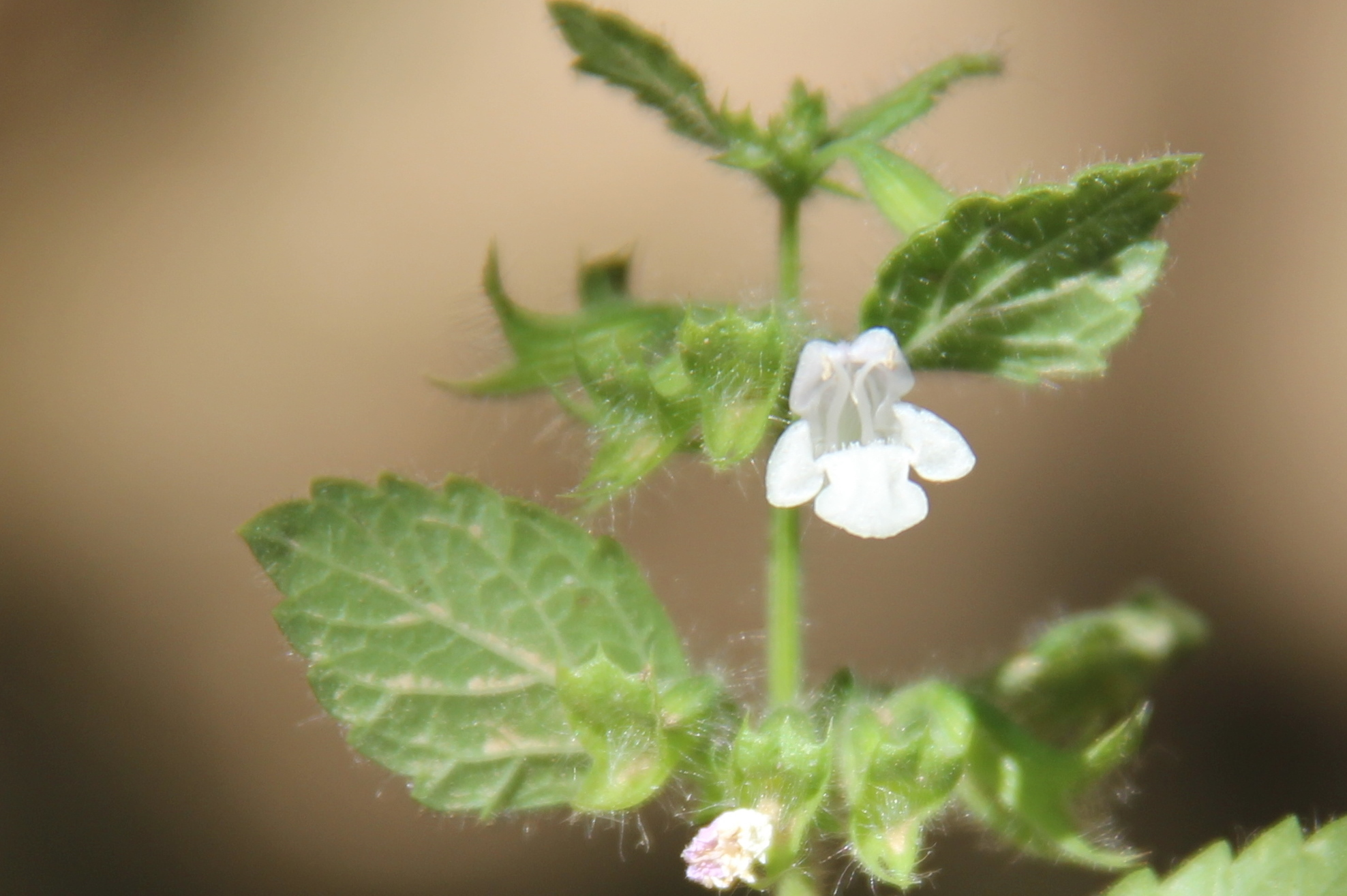
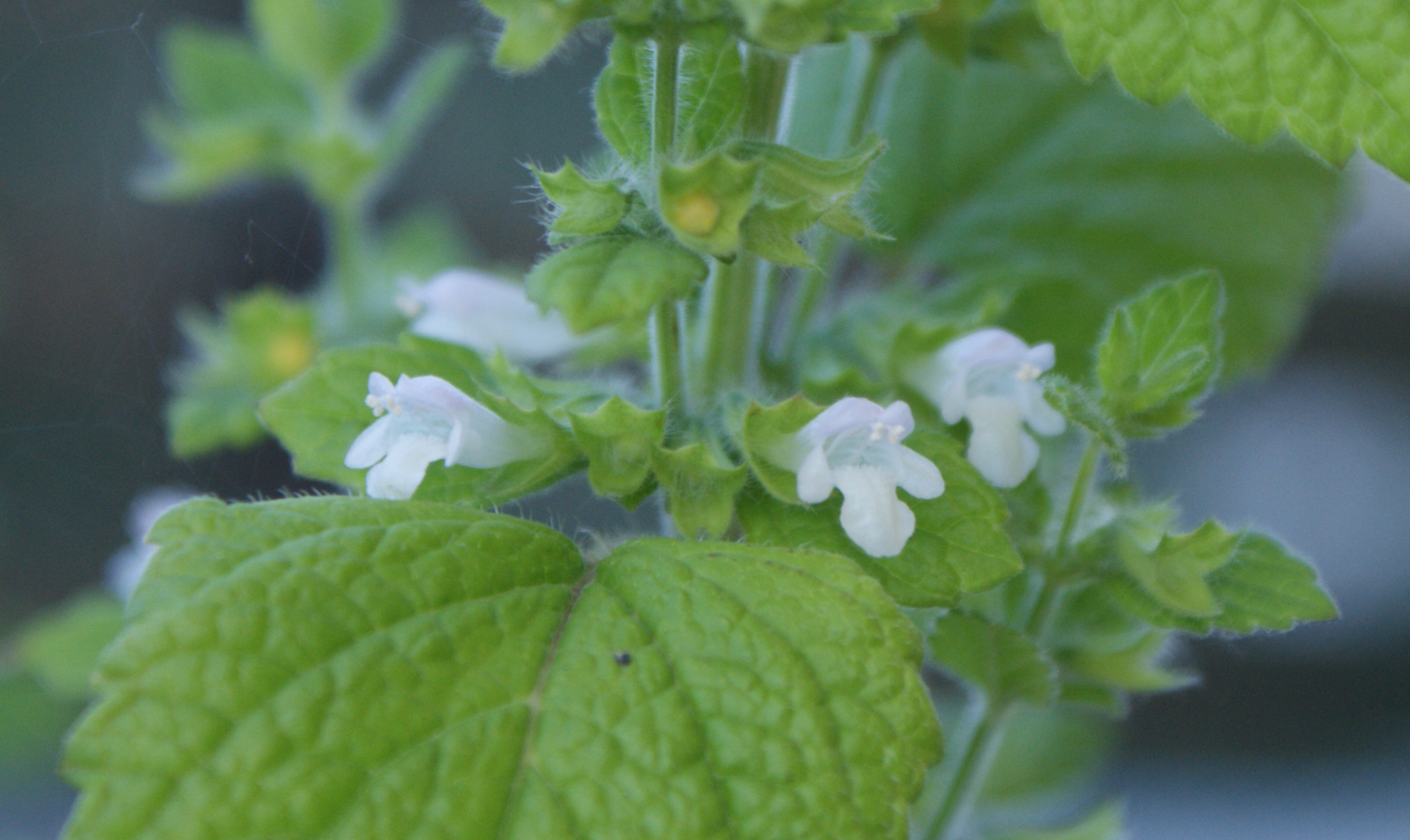
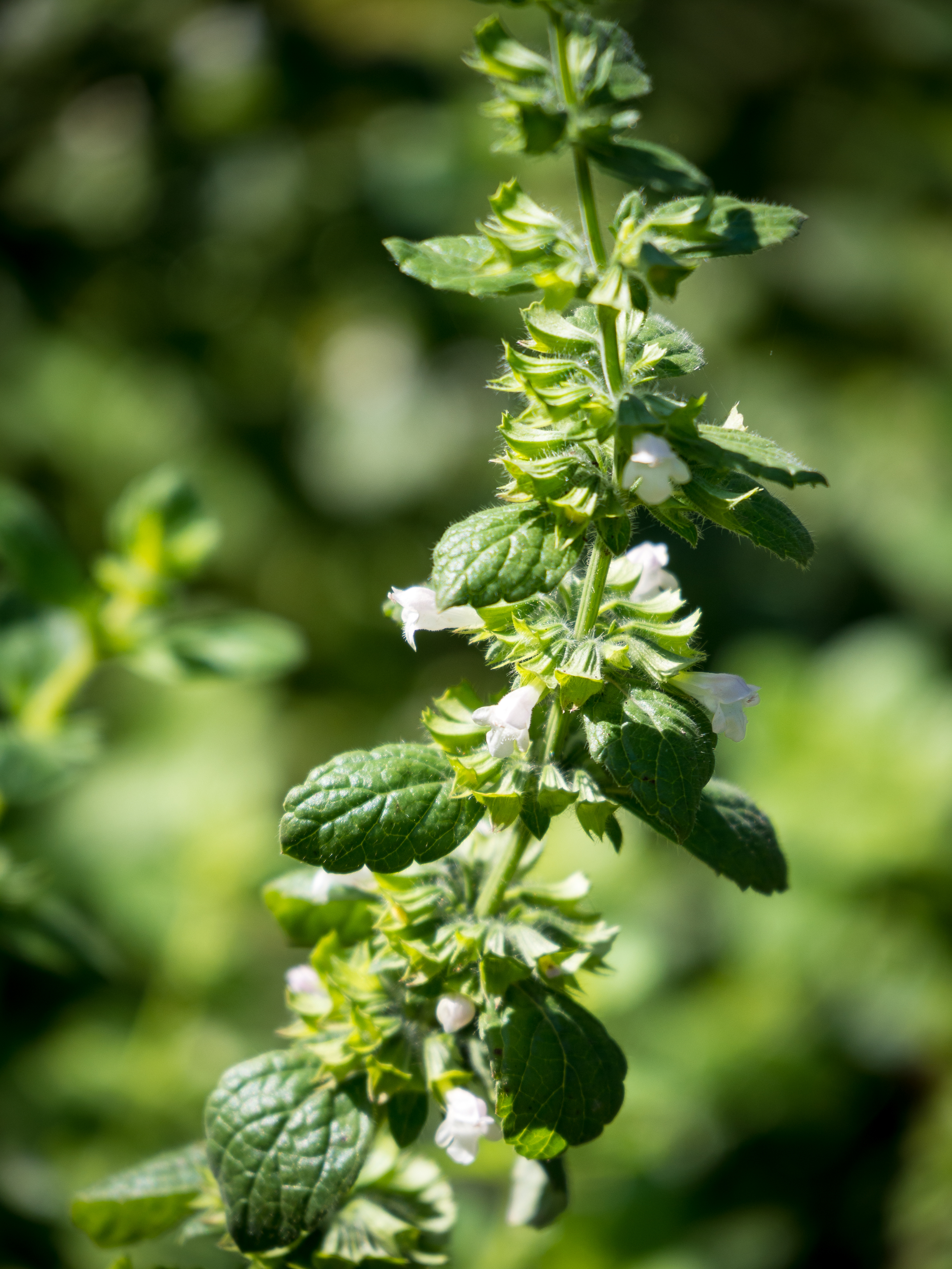
花穂